# (3877) Braes
(3877) Braes (3108 P-L) – planetoida z grupy pasa głównego asteroid okrążająca Słońce w ciągu 4,22 lat w średniej odległości 2,61 j.a. Odkryta 24 września 1960 roku.